# Roger Kluge
Roger Kluge (Eisenhüttenstadt, Brandenburg, 5 de febrer de 1986) és un ciclista alemany, professional des del 2008. Actualment corre al Lotto-Soudal.
Combina la carretera amb la pista, modalitat en la qual ha aconseguit nombrosos èxits, com ara la medalla de plata en la prova de puntuació dels Jocs Olímpics de Pequín, per darrere Joan Llaneras, o el Campionat d'Europa de Madison de 2009.

## Palmarès en ruta
- 2007
  - 1r al Tour de Brandenburg i vencedor d'una etapa
- 2008
  - 1r al Tour de Brandenburg i vencedor de 2 etapes
  - Vencedor d'una etapa del Tour de Berlin
  - Vencedor d'una etapa del Tour de Mainfranken
- 2009
  - Vencedor d'una etapa del Baltyk-Karkonosze Tour
  - Vencedor d'una etapa de la Volta a Sèrbia
  - Vencedor de 2 etapes de la Cursa de Solidarność i els Atletes Olímpics
- 2010
  - 1r a la Neuseen Classics
- 2015
  - Vencedor d'una etapa a la Ster ZLM Toer
- 2016
  - Vencedor d'una etapa al Giro d'Itàlia

### Resultats al Tour de França
- 2010. No surt (9a etapa)
- 2014. 139è de la classificació general
- 2019. 150è de la classificació general
- 2020. 146è de la classificació general
- 2021. Abandona (13a etapa)

### Resultats al Giro d'Itàlia
- 2015. 162è de la classificació general
- 2016. 137è de la classificació general. Vencedor d'una etapa
- 2019. No surt (13a etapa)
- 2021. Abandona (14a etapa)
- 2022. 149è de la classificació general

## Palmarès en pista
- 2007
  -  Campió d'Alemanya en Puntuació
- 2008
  -  Medalla de plata als Jocs Olímpics de Pequín en puntuació
- 2009
  - Campió d'Europa de Madison, amb Robert Bartko
  -  Campió d'Alemanya de madison, amb Olaf Pollack
  -  Campió d'Alemanya de persecució per equips, amb Stefan Schäfer, Johannes Kahra i Robert Bartko
  - 1r als Sis dies d'Amsterdam, amb Robert Bartko
- 2010
  -  Campió d'Europa en Òmnium
  - 1r als Sis dies d'Amsterdam, amb Robert Bartko
- 2011
  - 1r als Sis dies de Berlín, amb Robert Bartko
- 2012
  -  Campió d'Alemanya de persecució
- 2013
  - 1r als Sis dies de Berlín, amb Peter Schep
  -  Campió d'Alemanya de persecució per equips, amb Stefan Schäfer, Felix Donatht i Franz Schiewer
- 2015
  -  Campió d'Alemanya en Òmnium
- 2016
  -  Campió d'Alemanya en Puntuació
- 2017
  - 1r als Sis dies de Rotterdam, amb Christian Grasmann

### Resultats a laCopa del Món
- 2007-2008
  - 1r a la Classificació general i a la prova de Sydney, en Scratch
- 2008-2009
  - 1r a Manchester, en Madison
- 2011-2012
  - 1r a Astanà, en Òmnium